# Jerzy Duszyński (aktor)

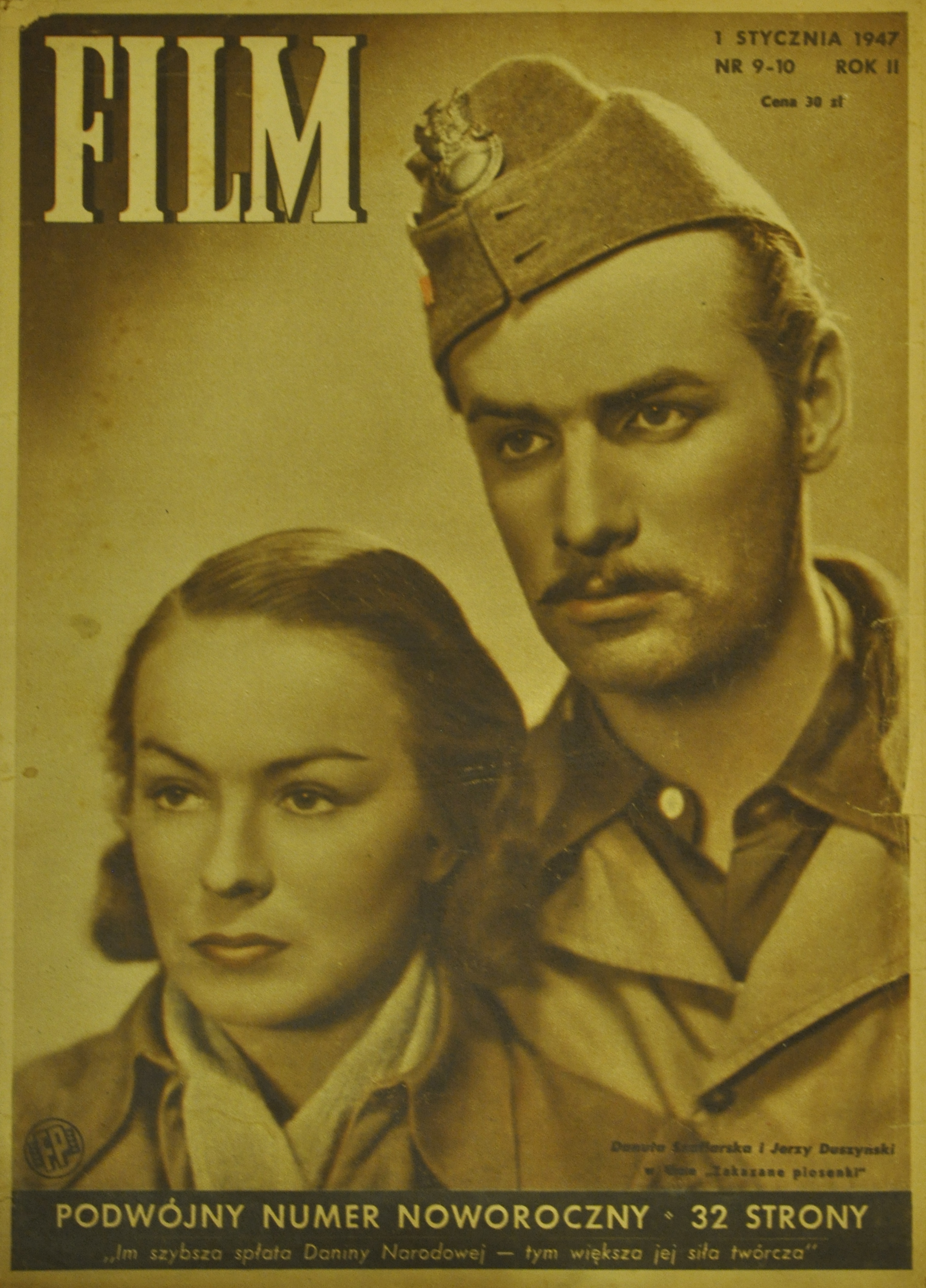
J. Duszyński i D. Szaflarska w Zakazanych piosenkach na okładce „Filmu” nr 9–10, 1947

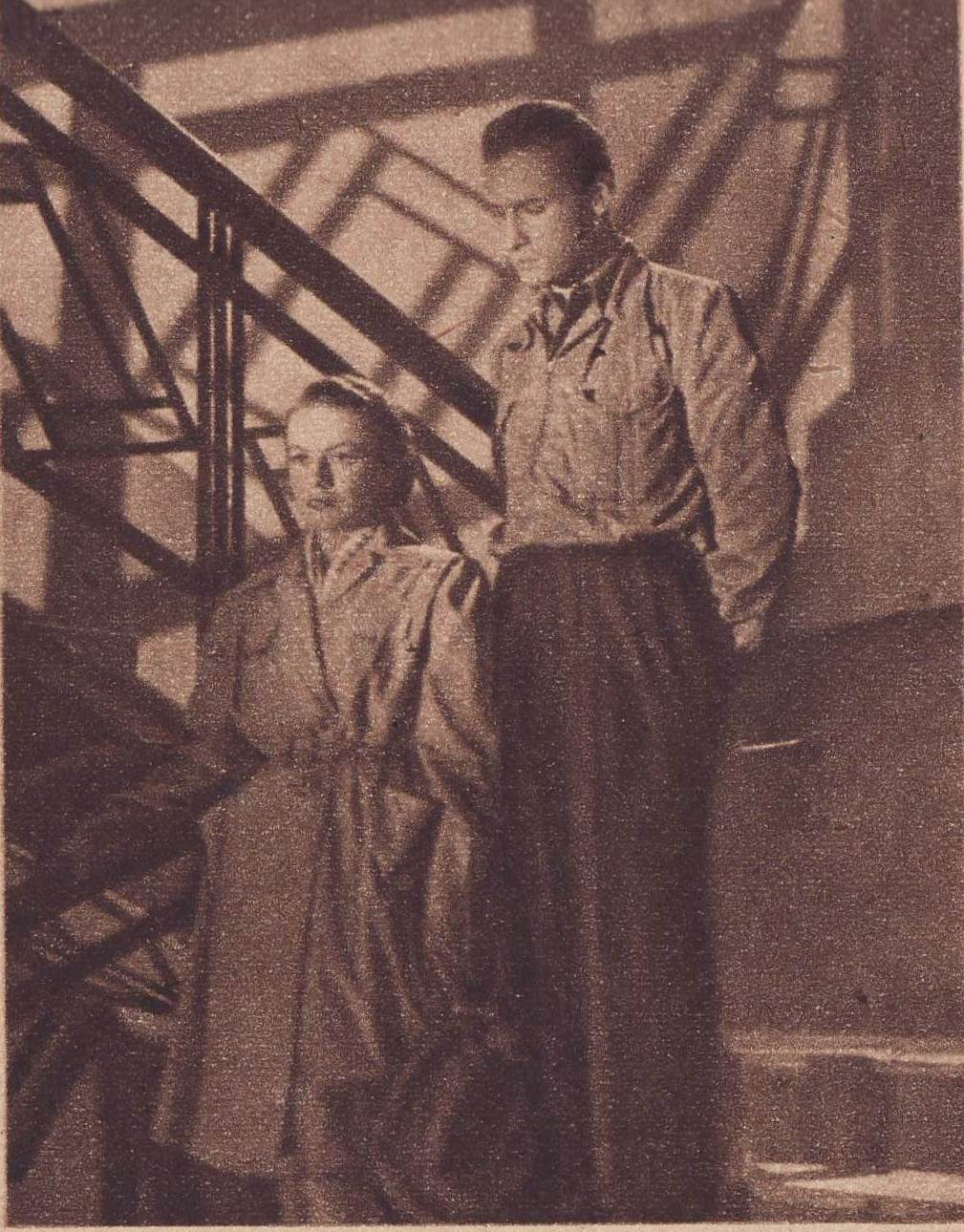
Danuta Szaflarska & Jerzy Duszyński w filmie Dwie godziny

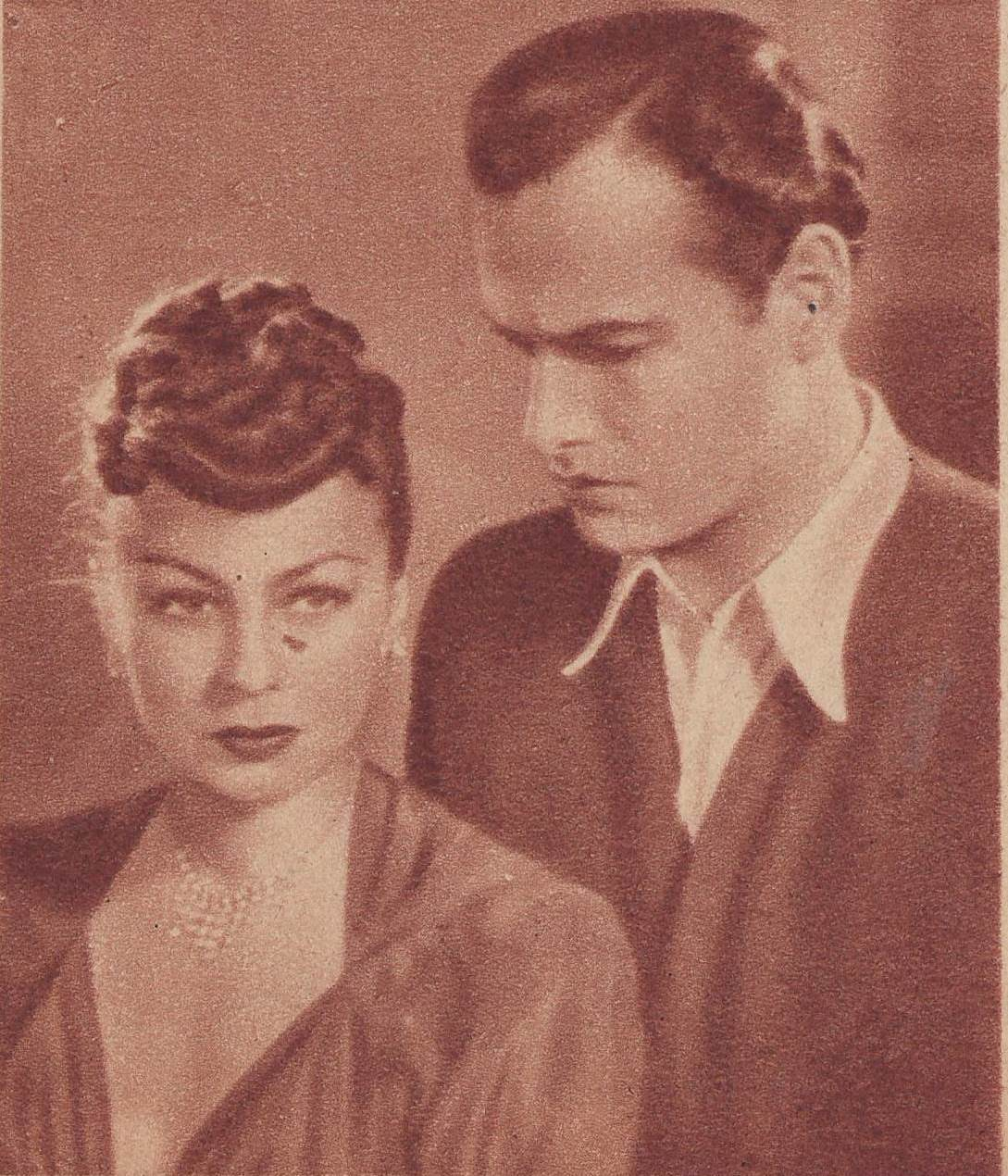
D. Szaflarska i J. Duszyński w „Spotkaniu”

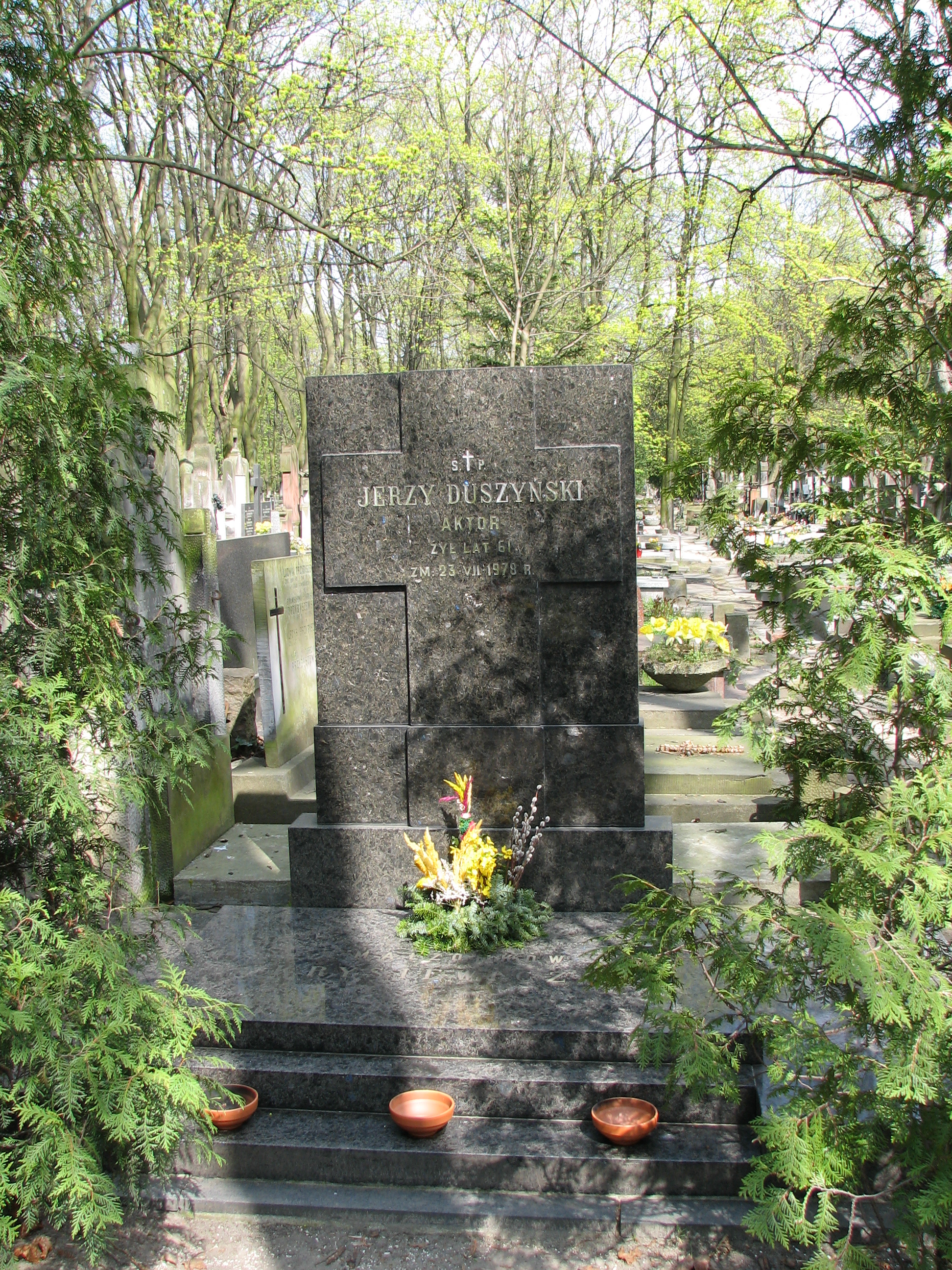
Grób Jerzego Duszyńskiego na cmentarzu Powązkowskim

Jerzy Duszyński (ur. 15 maja 1917 w Moskwie, zm. 23 lipca 1978 w Warszawie) – polski aktor filmowy i teatralny.

## Życiorys
Urodził się w Moskwie, w rodzinie Feliksa i Marii Kazimiery Duszyńskich, którzy zostali ewakuowani przed ofensywą państw centralnych w Polsce. Po zakończeniu I wojny światowej wraz z rodzicami powrócił do Warszawy, by wkrótce przenieść się do majątku w Mińsku Mazowieckim. Miał siostrę Irenę i brata. Po śmierci matki trafił pod wychowanie ciotki, a ojciec ponownie się nim zajął dopiero po ślubie z kolejną partnerką – Aleksandrą.
Po ukończeniu I Gimnazjum Humanistycznego w Mińsku Mazowieckim w 1935 dostał się do Miejskiej Szkoły Sztuk Zdobniczych i Malarstwa w Warszawie, gdzie studiował zaledwie rok. W 1936 zdał na Wydział Sztuki Teatralnej Państwowego Instytutu Sztuki Teatralnej, gdzie studiował m.in. z Hanką Bielicką i Danutą Szaflarską. Studia aktorskie zakończył pomyślnie w czerwcu 1939.
Kariera filmowa Duszyńskiego miała rozpocząć się jeszcze w 1939 filmem Hania w reżyserii Józefa Lejtesa, do którego zdjęcia plenerowe powstały latem 1939, jednak – ze względu na wybuch wojny – film nie został ukończony. Natomiast karierę sceniczną rozpoczął tuż przed II wojną światową, debiutując 25 sierpnia 1939 w roli Kuzynka ministra („Genewa”) w Teatrze Polskim w Warszawie, a następnie w Wilnie, gdzie w latach 1939–1941 występował w Teatrze na Pohulance obok Hanki Bielickiej i Danuty Szaflarskiej. Po wkroczeniu wojsk radzieckich do miasta występował w Wileńskim Polskim Teatrze Dramatycznym. W końcu 1944 roku z zespołem przybył do Białegostoku i do końca sezonu 1944–1945 występował w miejscowym teatrze Miejskim.
W latach 1945–1949 był aktorem Teatru Kameralnego Domu Wojska Polskiego w Łodzi. Z zespołem tego teatru (który zmienił nazwę na Współczesny) przeniósł się do Warszawy i występował w nim do roku 1955. W sezonie 1955–1956 i w latach 1958–1960 był aktorem Teatru Syrena, 1956–1957 Teatru Narodowego, 1960–1966 Teatru Ateneum, 1966–1971 Teatru Klasycznego, 1971–1978 Teatru Rozmaitości.
Po wojnie zagrał w dwóch najpopularniejszych filmach: Skarb i Zakazane piosenki, które uczyniły z niego pierwszego amanta polskiego kina powojennego. Jego ostatnią istotną rolą filmową była postać Józefa Piłsudskiego w Śmierci prezydenta w reżyserii Jerzego Kawalerowicza z 1978.
Zmarł 23 lipca 1978 w Warszawie, w rezultacie choroby nowotworowej płuc. Został pochowany w grobie rodzinnym na cmentarzu Powązkowskim w Warszawie (kwatera 223-3-31,32).
W 2005 staraniem żony i syna aktora została wydana książka biograficzna o Duszyńskim – Jerzy Duszyński: Sława i przemijanie autorstwa Marka Gałęzowskiego.

## Życie prywatne
W 1940 poślubił aktorkę Hankę Bielicką, z którą rozwiódł się w 1953. W 1963 ożenił się z Heleną z Urbaniaków, z którą miał syna, Marcina.

## Filmografia
- Zakazane piosenki (1946), reż. Leonard Buczkowski jako Roman Tokarski
- Dwie godziny (1946), reż. Stanisław Wohl, Józef Wyszomirski jako Marek
- Skarb (1948), reż. Leonard Buczkowski jako Witek Konar
- Warszawska premiera (1951), reż. Jan Rybkowski jako Wolski
- Młodość Chopina (1951), reż. Aleksander Ford jako Stefan Witwicki
- Domek z kart (1954), reż. Erwin Axer jako mężczyzna bijący redaktorów „Gazety Codziennej”
- Żołnierz zwycięstwa (1953), reż. Wanda Jakubowska jako Henryk Liciński, współpracownik sił reakcyjnych
- Autobus odjeżdża 6.20 (1954), reż. Jan Rybkowski jako Wiktor Poradzki
- Černý prapor (1958), reż. Vladimír Čech jako Antek
- Awantura o Basię (1959), reż. Maria Kaniewska jako Stanisław Olszowski
- Cafe pod Minogą (1959), reż. Bronisław Brok jako redaktor Andrzej Zagórski
- Mąż swojej żony (1961), reż. Stanisław Bareja jako Kurkiewicz
- Daleka jest droga (1963), reż. Bohdan Poręba jako Strzałka
- Panienka z okienka (1964), reż. Maria Kaniewska jako Denhof
- Przedświąteczny wieczór (1966), reż. Jerzy Stefan Stawiński jako lekarz
- Dzieci z naszej szkoły (1968) jako ojciec Pawła (odc. 8)
- Człowiek z M-3 (1968), reż. Leon Jeannot jako urzędnik USC
- Paragon gola (1969), reż. Stanisław Jędryka jako dziennikarz
- Jak rozpętałem drugą wojnę światową (1969), reż. Tadeusz Chmielewski jako włoski oficer
- Do przerwy 0:1 (1969), jako redaktor działu sportowego
- Gniewko, syn rybaka (1969) jako poseł czeski (odc. 3)
- Hydrozagadka (1970), reż. Andrzej Kondratiuk jako docent Frątczak
- Godzina szczytu (1973), reż. Jerzy Stefan Stawiński jako profesor
- Ocalić miasto (1976), reż. Jan Łomnicki jako Hans Frank
- Wielki układ (1976), reż. Andrzej Jerzy Piotrowski jako Wójcik, szef Janickiego
- Wakacje (1976), reż. Anette Olsen jako adiunkt, uczestnik obozu lekarzy
- Śmierć prezydenta (1977), reż. Jerzy Kawalerowicz jako Józef Piłsudski
- Układ krążenia (1977), reż. Andrzej Titkow jako rektor na posiedzeniu rady naukowej kombinatu
- Indeks. Życie i twórczość Józefa M. (1977), reż. Janusz Kijowski jako stryj Karol
- Co mi zrobisz, jak mnie złapiesz (1978), reż. Stanisław Bareja jako klient w sklepie spożywczym
- Doktor Murek (1978), reż. Witold Lesiewicz jako Niewiarowicz, prezydent miasta

## Role teatralne
- Zielone lata, Claude A. Puget, data premiery: 14.09.1939
- Cieszmy się życiem, Moss Hart, George S. Kaufman, data premiery: 3.11.1939
- Pastorałka, Leon Schiller, data premiery: 25.12.1939
- Tessa, Margaret Kennedy, Basil Dean(inne języki), data premiery: 28.01.1940
- Moralność pani Dulskiej, Gabriela Zapolska, data premiery: 04.1940
- Maria Stuart, Juliusz Słowacki, data premiery: 1940
- Ładna historia, Gaston A. de Caillavet, Robert de Flers, data premiery: 7.07.1940
- Zamiast komedii, teksty różnych autorów, data premiery: 1.08.1940
- Cyd, Pierre Corneille, data premiery: 19.06.1941
- Drzewa umierają stojąc, Alejandro Casona, data premiery: nieznana
- Stara cegielnia, Jarosław Iwaszkiewicz, data premiery: 1946
- Spotkanie, Jean Anouilh, reż. Kazimierz Rudzki, data premiery: 26.11.1946
- Homer i Orchidea, Tadeusz Gajcy, reż. Sławomir Wyszomirski, data premiery: 22.01.1947
- Szklana menażeria, Tennessee Williams, reż. Erwin Axer, data premiery: 1.03.1947
- Amfitrion 38, Jean Giraudoux, reż. Erwin Axer, data premiery: 18.09.1947
- Joanna z Lotaryngii, Maxwell Anderson, reż. Erwin Axer, data premiery: 25.06.1948
- Niemcy, Leon Kruczkowski, reż. Erwin Axer, data premiery: 5.11.1949
- Trzydzieści srebrników, Howard Fast, reż. Erwin Axer, data premiery: 30.04.1952
- Droga z Czarnolasu, Aleksander Maliszewski, reż. Erwin Axer, data premiery: 27.07.1952
- Niemcy, Leon Kruczkowski, reż. Erwin Axer, data premiery: 18.02.1955
- Diabli nadali, program składany, reż. Stanisława Perzanowska, data premiery: 10.07.1955
- Rym-cym-cym!, Julian Tuwim, reż. Adolf Dymsza, data premiery: 9.06.1956
- Madame Sans-Gêne, Victorien Sardou, reż. Andrzej Łapicki, data premiery: 15.11.1958
- Maestro, Janusz Minkiewicz, Antoni Marianowicz, reż. Kazimierz Krukowski, data premiery: 23.10.1959
- Jim strzela pierwszy, Jiří Brdečka, reż. Stanisław Wohl, data premiery: 23.12.1959
- Ryszard III, William Szekspir, reż. Jacek Woszczerowicz, data premiery: 17.10.1960
- Śmierć komiwojażera, Arthur Miller, reż. Janusz Warmiński, data premiery: 26.11.1960
- Męczeństwo z przymiarką, Ireneusz Iredyński, reż. Jan Bratkowski, data premiery: 14.01.1961
- Kram z piosenkami, Leon Schiller, reż. Barbara Fijewska, data premiery: 25.02.1961
- Krucjata, Krzysztof Choiński, reż. Jan Bratkowski, data premiery: 24.03.1961
- Andorra, Max Frisch, reż. Janusz Warmiński, data premiery: 2.05.1962
- Duże jasne, Jarosław Abramow-Newerly, reż. Jerzy Markuszewski, data premiery: 19.10.1962
- Demony, John Whiting, reż. Andrzej Wajda, data premiery: 2.03.1963
- Marie-Octobre, J.Robert, J.Duvivier, H.Jeanson, reż. Janusz Warmiński, data premiery: 24.10.1963
- Za rzekę w cień drzew, Ernest Hemingway, reż. Jacek Woszczerowicz, data premiery: 28.01.1964
- Pani Bovary, Gustave Flaubert, reż. Ireneusz Kanicki, data premiery: 23.11.1966
- Dziś do ciebie przyjść nie mogę, Ireneusz Kanicki, Lech Budrecki, reż. Ireneusz Kanicki, data premiery: 12.03.1967
- Cudzołóstwo ukarane, Janusz Głowacki, reż. Lech Hellwig-Górzyński, data premiery: 14.05.1972
- Hultaj, G. Gottesman, A.Jarecki, reż. Andrzej Ziembiński, data premiery: 19.11.1972
- Żaby, Arystofanes, reż. Giovanni Pampiglione, data premiery: 16.02.1973
- Nieuczesani, Czesław Czapów, reż. Ludwik René, data premiery: 17.02.1974
- Zajmij się Amelią, Georges Feydeau, reż. Józef Słotwiński, data premiery: 21.06.1976
- Sen, Felicja Kruszewska, reż. Jerzy Dobrowolski, data premiery: 12.11.1976
- Happy end, Dorothy Lane, reż. Olga Lipińska, data premiery: 4.05.1977
- Czworokąt, Edward Redliński, reż. Marek Kostrzewski, data premiery: 4.05.1977
- Dyl Sowizdrzał, Grigorij Gorin, reż. Wojciech Pokora, data premiery: 8.04.1978

## Ordery i odznaczenia
- Krzyż Kawalerski Orderu Odrodzenia Polski
- Złoty Krzyż Zasługi
- Medal 10-lecia Polski Ludowej (19 stycznia 1955)[6]